# Sigmar Gabriel
Sigmar Gabriel (ur. 12 września 1959 w Goslar) – niemiecki polityk i samorządowiec, w latach 1999–2003 premier Dolnej Saksonii, działacz Socjaldemokratycznej Partii Niemiec (SPD) i od 2009 do 2017 jej przewodniczący, w latach 2005–2009 minister środowiska, minister gospodarki i energii w latach 2013–2017, wicekanclerz w latach 2013–2018, a od 2017 do 2018 minister spraw zagranicznych.

## Życiorys
W 1979 zdał egzamin maturalny, po czym odbył dwuletnią służbę wojskową. Studiował germanistykę, politologię i socjologię na Uniwersytecie w Getyndze. Zdał państwowe egzaminy nauczycielskie. W latach 80. pracował jako nauczyciel w ramach kształcenia osób dorosłych. Członek związku zawodowego IG Metall oraz organizacji pracowniczej AWO.
W 1977 wstąpił do Socjaldemokratycznej Partii Niemiec. W latach 1990–2005 był posłem do landtagu Dolnej Saksonii. Zasiadał też w radzie powiatu Goslar (1987–1998) oraz radzie miasta Goslar (1991–1999). W latach 1998–1999 i 2002–2005 przewodniczył klubowi deputowanych SPD w landtagu. W grudniu 1999 objął stanowisko premiera Dolnej Saksonii w miejsce Gerharda Glogowskiego, który ustąpił po roku urzędowania. Funkcję tę pełnił do końca kadencji, w marcu 2003 zastąpił go Christian Wulff z Unii Chrześcijańsko-Demokratycznej (CDU).
W wyborach w 2005 po raz pierwszy uzyskał mandat deputowanego do Bundestagu. Od listopada 2005 do października 2009 był ministrem środowiska, ochrony przyrody i bezpieczeństwa reaktorów atomowych w pierwszym rządzie Angeli Merkel tworzonym przez koalicję CDU/CSU i SPD.
W 2009 utrzymał mandat poselski na kolejną kadencję. Socjaldemokraci przeszli wówczas do opozycji wobec nowego gabinetu dotychczasowej kanclerz. 13 listopada 2009 Sigmar Gabriel zastąpił Franza Münteferinga na funkcji przewodniczącego federalnych struktur Socjaldemokratycznej Partii Niemiec, stając się tym samym liderem opozycji. W kampanii wyborczej w 2013 publicznie wzywał Zielonych do zawiązania porozumienia przeciwko Angeli Merkel.
Po wyborach, w których ponownie został wybrany do Bundestagu, doszło jednak do odnowienia po czterech latach koalicji chadeków i socjaldemokratów. W grudniu 2013 w trzecim gabinecie Angeli Merkel lider socjaldemokratów został wicekanclerzem oraz ministrem gospodarki i energii. W styczniu 2017 przeszedł na urząd ministra spraw zagranicznych. W marcu 2017 na funkcji przewodniczącego SPD zastąpił go Martin Schulz. W tym samym roku utrzymał mandat deputowanego na kolejną kadencję.
W marcu 2018 odszedł ze stanowisk rządowych. Do listopada 2019 sprawował mandat deputowanego do Bundestagu. Został członkiem Komisji Trójstronnej oraz Europejskiej Rady Spraw Zagranicznych.
W 2020 został powołany do rady nadzorczej Deutsche Banku.
W 2002 został odznaczony Krzyżem Komandorskim z Gwiazdą Orderu Zasługi Rzeczypospolitej Polskiej.

## Życie prywatne
Z pierwszą żoną, Munise Demirel, z którą się rozwiódł, ma córkę Saskię. W 2012 poślubił Anke Stadler, z którą ma córkę Marie.